# Гурник (Конін)
Спортивний клуб «Гурник» Конін (пол. Klub Sportowy Górnik Konin) — польський футбольний клуб з міста Конін, заснований у 1957 році. Виступає в Третій лізі. Домашні матчі приймає на стадіоні Золотого Піднесення Казимира Гурського, місткістю 15 000 глядачів.

## Досягнення
- Кубок Польщі
  - Фіналіст: 1998.

## Назви
- 1957—1967: Гурник Конін;
- 1967—1979: Заглембє Конін;
- 1979—1997: Гурник Конін;
- 1997—1999: Алюмініум Конін;
- 1999—2000: Футбольний клуб «Конін»;
- 2000—2008: Алюмініум Конін;
- 2008: Аванс Алюмініум Конін;
- 2008—2012: Аванс Гурник Конін;
- з 2012: Спортивний клуб «Гурник» Конін.